# Eyralpenus subflavescens
Eyralpenus subflavescens är en fjärilsart som beskrevs av Walker 1865. Eyralpenus subflavescens ingår i släktet Eyralpenus och familjen björnspinnare. Inga underarter finns listade i Catalogue of Life.